# Kristina Joder
Kristina Caroline Joder (ur. 11 lipca 1978 w Springfield) – amerykańska biegaczka narciarska. Była uczestniczką Zimowych Igrzysk Olimpijskich w Salt Lake City (2002).

## Osiągnięcia

### Igrzyska olimpijskie
| Miejsce | Dzień     | Rok  | Miejscowość    | Konkurencja                          | Czas biegu  | Strata      | Zwyciężczyni      |
| ------- | --------- | ---- | -------------- | ------------------------------------ | ----------- | ----------- | ----------------- |
| 53.     | 9 lutego  | 2002 | Soldier Hollow | 15 km stylem dowolnym (start masowy) | 48:06,0 min | +8:11,6 min | Stefania Belmondo |
| 48.     | 19 lutego | 2002 | Soldier Hollow | sprint stylem dowolnym               |             |             | Julija Czepałowa  |

### Mistrzostwa świata juniorów
| Miejsce | Dzień       | Rok  | Miejscowość | Konkurencja             | Czas biegu  | Strata       | Zwyciężczyni         |
| ------- | ----------- | ---- | ----------- | ----------------------- | ----------- | ------------ | -------------------- |
| 67.     | 31 stycznia | 1996 | Asiago      | 5 km stylem klasycznym  | 17:47,6 min | +2:45,8 min  | Maija Puukilainen    |
| 66.     | 4 lutego    | 1996 | Asiago      | 15 km stylem dowolnym   | 53:05,2 min | +9:12,3 min  | Julija Czepałowa     |
| 65.     | 12 lutego   | 1997 | Canmore     | 5 km stylem klasycznym  | 26:38,2 min | +12:09,5 min | Kristina Šmigun-Vähi |
| 48.     | 16 lutego   | 1997 | Canmore     | 15 km stylem dowolnym   | 49:51,5 min | +6:05,8 min  | Kristina Šmigun-Vähi |
| 54.     | 21 stycznia | 1998 | Pontresina  | 5 km stylem dowolnym    | 15:39,9 min | +1:36,7 min  | Katrin Šmigun        |
| 61.     | 25 stycznia | 1998 | Pontresina  | 15 km stylem klasycznym | 54:45,0 min | +6:19,4 min  | Hilde Glomsås        |